# برنديسية مرجية
برنديسية مرجية (الاسم العلمي: Brandisia praticola) هي نوع غير مؤكد من النباتات تتبع جنس البرنديسية من فصيلة البولفينية.